# Thoracantha anchura
Thoracantha anchura är en stekelart som beskrevs av Walker 1846. Thoracantha anchura ingår i släktet Thoracantha och familjen Eucharitidae. Inga underarter finns listade i Catalogue of Life.